# 的卢救主
的卢救主发生于刘备屯兵樊城时。当时荆州刺史刘表礼焉，然惮其为人，不甚信用。尝延备赴宴，其下蔡瑁等欲因取备。备觉之，佯如厕，潜遁去。其所乘马名“的卢”。备骑“的卢”走堕城西檀溪水，溺不能出。备亟曰：“的卢，的卢！今日危矣！可努力！”“的卢”乃一踊三丈，遂得以过水。

## 作者简介
郭颁，字长公，西晋史学家，生卒年不详。